# 서비스형 게임
서비스형 게임(Games as a service, GaaS)은 비디오 게임 산업에서 서비스형 소프트웨어와 유사하게 지속적인 수익 모델로 비디오 게임이나 게임 콘텐츠를 제공하는 것을 의미한다. 서비스형 게임은 비디오 게임을 처음 판매한 후 수익을 창출하거나 무료 플레이 모델을 지원하는 방법이다. GaaS 모델에 따라 출시된 게임은 일반적으로 플레이어가 게임 지원을 위해 계속 비용을 지불하도록 장려하기 위해 시간이 지남에 따라 수익을 창출하는 새로운 콘텐츠의 장기간 또는 무기한의 스트림을 받는다. 이로 인해 GaaS 모델에서 작동하는 게임은 이러한 업데이트에 따라 지속적으로 변경되므로 "라이브 게임" 또는 "라이브 서비스 게임"이라고 부르는 경우가 많다.

## 같이 보기
- 서비스형